# البريج (تونس)
البريج قرية صغيرة تتبع إداريا إلى ولاية سيدي بوزيد وتقع على الطريق الوطنية 3.